# Grüngürtel (Düren)

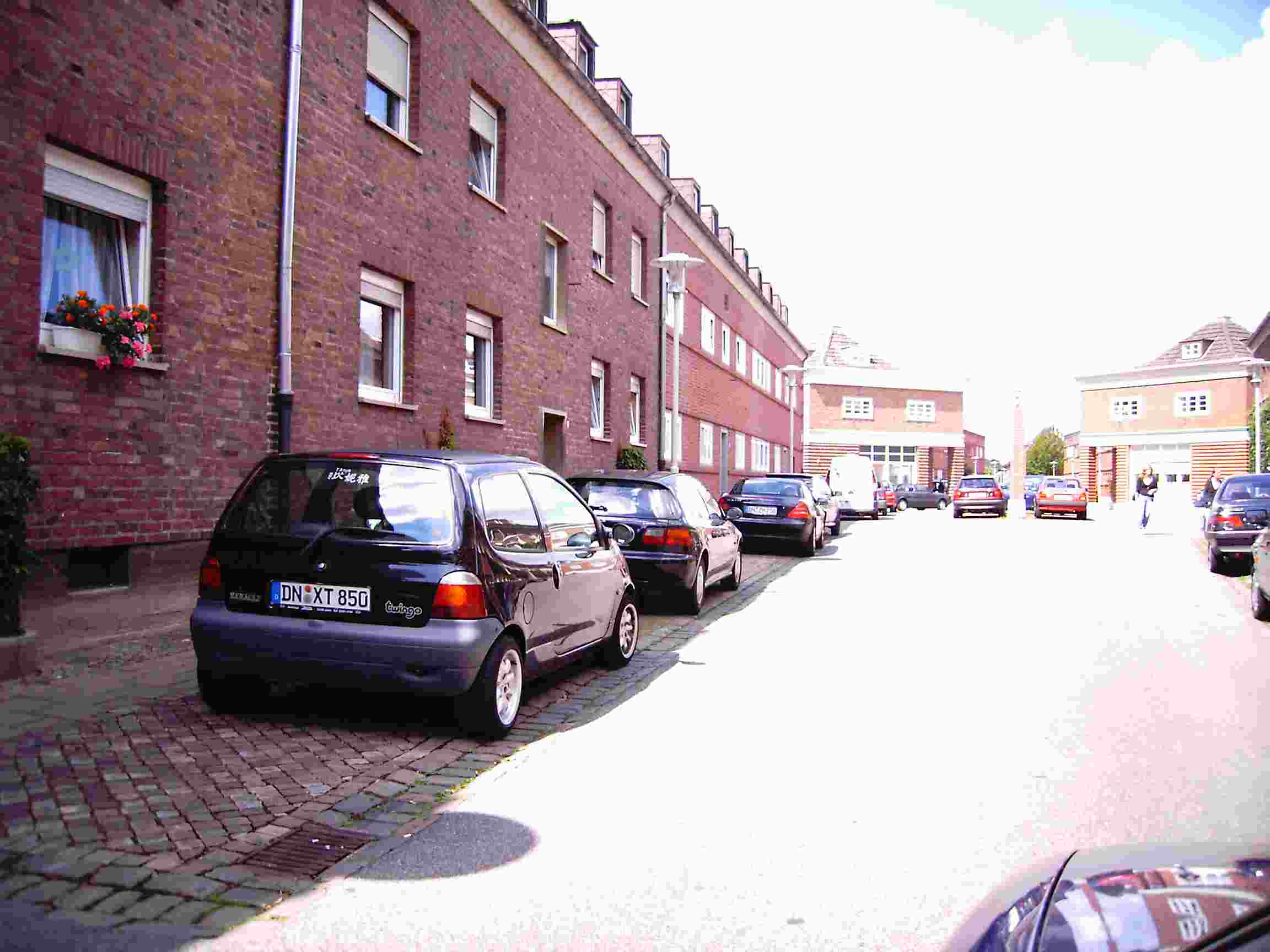
Goebenstraße

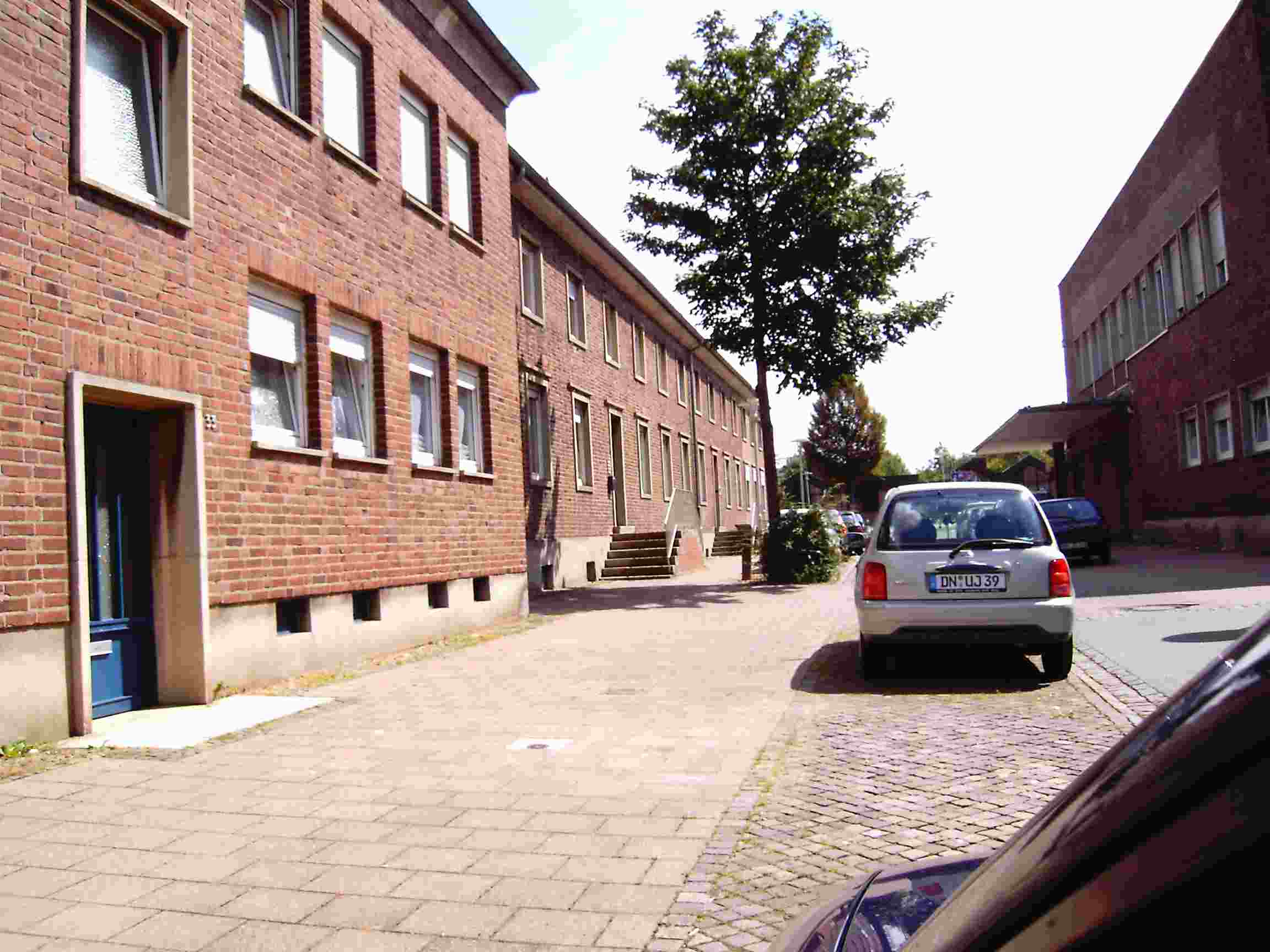
Freiheitsstraße

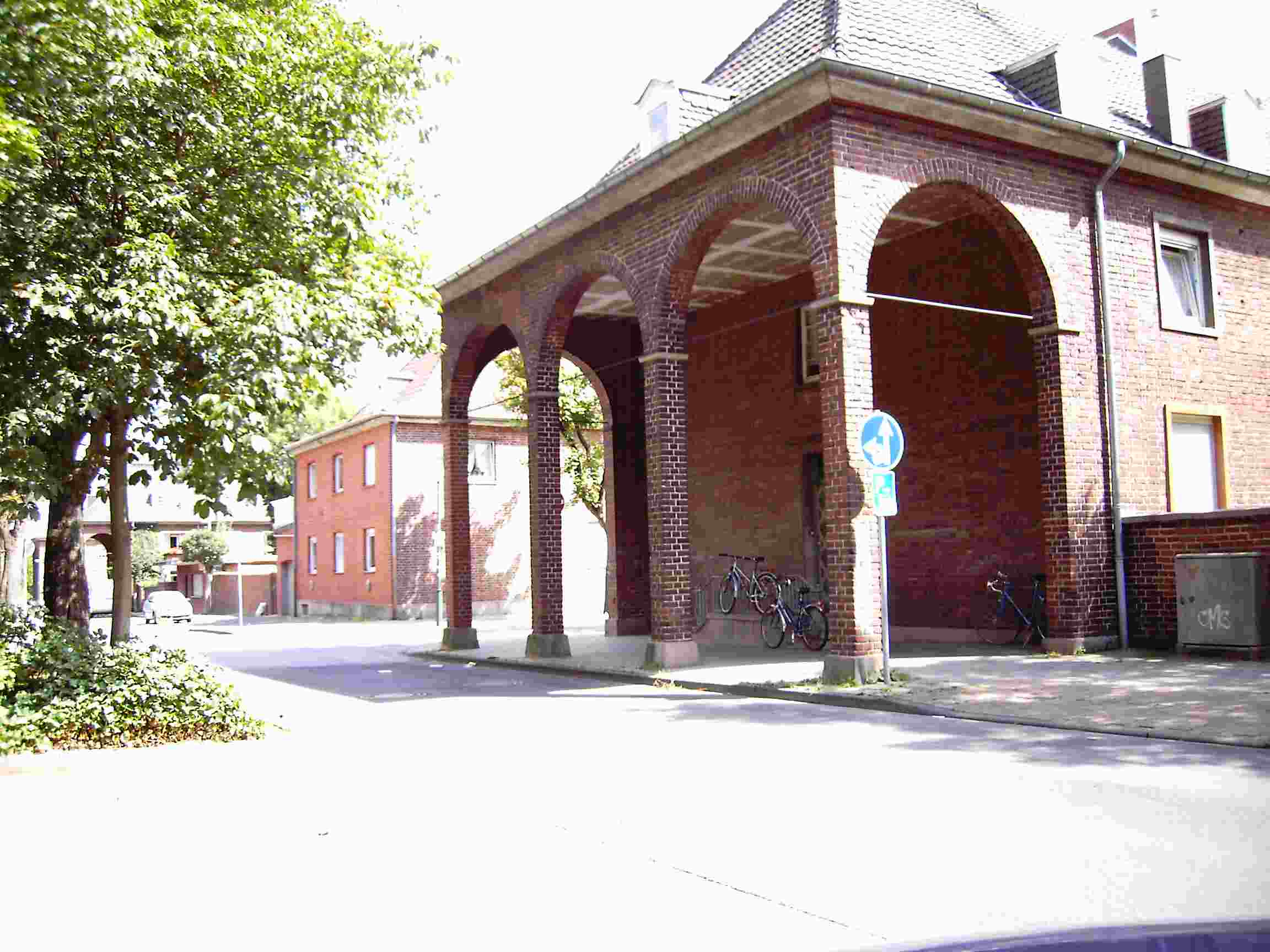
Ecke Grüngürtel / Goebenstraße

Der Grüngürtel in der Stadt Düren in Nordrhein-Westfalen ist ein Siedlungsprojekt vom Beginn des 20. Jahrhunderts. In dem Siedlungsgebiet verläuft auch die Straße Grüngürtel.
Bereits 1892 gab es in Düren einen vom Kölner Stadtbaumeister Josef Stübben erstellten Stadtentwicklungsplan. Hier wurde festgestellt, dass Düren dringend neue Siedlungsgebiete benötigte, um der schlechten Wohnungssituation im Zuge der Industrialisierung Herr zu werden.
Der damalige Stadtbaurat Heinrich Dauer plante deshalb die Grüngürtelsiedlung zwischen der Eisenbahntrasse Köln-Aachen, der heutigen Schoellerstraße sowie der Kölnstraße. Die ersten Wohnhäuser wurden bereits 1914 an der Brückenstraße, an der Fröbelstraße und am Freiheitsplatz errichtet. Ab 1925 wurden die Planungen Dauers großzügig und schneller umgesetzt.
Während in der ersten Bauphase vor dem Ersten Weltkrieg hauptsächlich Einfamilienhäuser entstanden, wurden nach dem Krieg mehrgeschossige Wohnblocks errichtet. Diese Häuser an der Werderstraße, Freiheitsstraße, Goebenstraße und am Meiringplatz zeigen Architekturmerkmale des Expressionismus. Diese Planungen erfolgten durch den Dürener Stadtbaumeister Max Ernst Schneiders, der 1921 und 1922 als Meisterschüler von Hans Poelzig an der Berliner Kunstakademie studiert hatte.
Der Straßenzug Blücherstraße, der nach 1930 entstand, entspricht der Architekturauffassung des Funktionalismus.
Es gibt somit verschiedene Architekturformen in der Siedlung, aber alle Bauten zeigen rotes Backstein-Mauerwerk. Es wurde nur dieses einzige Baumaterial benutzt, das direkt im Siedlungsgebiet in einer Ziegelei hergestellt wurde.
Bei der Bombardierung der Dürener Innenstadt am 16. November 1944 blieb der Grüngürtel größtenteils verschont und bewahrte dadurch – bis auf wenige notwendige Modernisierungsarbeiten – bis heute seinen Charme als eigenständige Siedlung. Zu den öffentlichen Bauten im Stadtteil zählt die in den 1970er Jahren errichtete St.-Antonius-Kirche.
Den Namen Grüngürtel bekam das Baugebiet, weil sich ein grüner Gürtel mit Bäumen und Gärten durch das Stadtviertel zieht.
Volkstümliche Bezeichnung des Grüngürtels ist Klein-Chicago. Dieser Name entstand nach dem Zweiten Weltkrieg und ist auf den Zusammenhalt und die familiäre Gemütlichkeit zurückzuführen. Andere Meinungen führen den Namen auf die damals hohe Kleinkriminalität in diesem Stadtviertel zurück. Das Lied vom Klein Chicago Ländchen, das damals entstand und einen kleinen Einblick in die schwierigen Verhältnisse der Nachkriegszeit gibt, wurde von der Mundartgruppe Zollhuus auf einer CD festgehalten.
Durch die Busse der Rurtalbus GmbH ist der Bereich mit der AVV-Buslinie 203 an die Innenstadt angeschlossen. Abends und am Wochenende verkehren die Busse des Stadtrings B. Die Linien 207 und die Stadtringlinie A bedienen nur die Haltestelle "Grüngürtel Krankenhaus".
| Linie | Verlauf |
| ----- | --- |
| 203   | Düren Kaiserplatz → Kreishaus → Städtisches Krankenhaus → Grüngürtel → Kreishaus (→ StadtCenter → Bahnhof/ZOB) → Kaiserplatz                                       |
| 207   | Düren Kaiserplatz – Städtisches Krankenhaus (← Merzenich Poolplatz) – Merzenich Rathaus                                                                            |
| A     | Düren Kaiserplatz → Odenthalstraße → Gneisenaustraße → Städt. Krankenhaus → Kaiserplatz (Stadtring) (Mo–Fr nur abends, Sa nur nachmittags)                         |
| B     | Düren Kaiserplatz → Gneisenaustraße → Städt. Krankenhaus → Grüngürtel → Bahnhof/ZOB → StadtCenter → Kaiserplatz (Stadtring) (Mo–Fr nur abends, Sa nur nachmittags) |